# Società italiana radiomarittima
SIRM-Società italiana radiomarittima S.p.A. era una società controllata dalla STET: il suo capitale sociale era infatti detenuto dall'Italtel Sistemi SpA (76%) e da Italcable (21%), società entrambe controllate dalla STET. Era nata il 30 luglio 1927.
La società era una concessionaria per l'impianto, l'esercizio e la manutenzione di stazioni radioelettriche a bordo di navi e per la gestione amministrativa del traffico radioelettrico delle navi. Commercializzava anche apparati di telecomunicazione e d'aiuto alla navigazione.
Nel 1993, il fatturato della SIRM è stato pari a circa 40 miliardi di lire.
Nel 1994 confluì nella nascente Telecom Italia.
Nel 2006, l'unità di Business Servizi Radiomarittimi e di Assistenza alla navigazione viene rilevata da ITS - Information Technology Services S.p.A. che ne fa un'azienda del suo gruppo.